# 스케쳐스
스케쳐스(영어: Skechers)는 미국의 신발 제조 및 판매업체이다. 1992년에 설립되었으며, 본사는 캘리포니아주 맨해튼비치에 있다.

## 개요
스케쳐스(Skechers)는 1992년 미국 캘리포니아주 맨해튼비치에서 로버트 그린버그와 그의 아들 마이클 그린버그에 의해 설립된 스포츠화 브랜드이다. 비교적 후발 주자에 속하지만, 전 세계 약 180개국에 진출해 5천여 개 매장을 운영하며 연매출 80억 달러를 기록하는 중견 스포츠용품 업체로 성장하였다. 스케쳐스는 설립 초기부터 10대와 여성 시장을 겨냥해 틈새전략을 택했고, 이후 기능성 운동화 라인업으로 시장 점유율을 확대해왔다.
대표 제품군으로는 '고 워크(Go Walk)', '고 런(Go Run)' 등이 있으며, 해당 제품은 발의 아치 지지력과 쿠션감을 강조하는 기능성 설계를 특징으로 한다. 이들 제품은 족저근막염 환자 및 장시간 서서 근무하는 의료인 등 실용성을 중시하는 소비자 층 사이에서 사용 빈도가 높다. 제품군의 명칭에는 '아치핏(Arch Fit)', '쿠셔닝(Cushioning)' 등 기능을 직접적으로 명시해 소비자의 접근성을 높이고 있다. 의학계에서도 이들 제품의 인체 공학적 설계가 발 건강에 유리하다는 평가가 일부 존재한다.
이러한 특성 때문에 스케쳐스 운동화는 대한민국 내에서도 주목을 받아왔으며, 특히 이재용 삼성전자 회장이 2022년부터 수년간 재판 출석 시 동일한 모델의 스케쳐스 검은색 운동화를 착용한 것이 언론 및 대중의 관심을 끌었다. 해당 모델은 일반적인 스포츠 브랜드 제품 대비 가격이 저렴하고 착화감이 우수하다는 이유로, 실용성과 신뢰성을 중시하는 중장년층 소비자들 사이에서 선호되고 있다. 스케쳐스 측은 특정 질환 환자 전용이라는 오해를 우려해 브랜드 이미지의 일반화를 시도하고 있으나, 소비자 사이에서는 여전히 '발이 편한 신발'이라는 인식이 강하게 자리 잡고 있다.
제품의 기술력은 미국 보스턴 마라톤과 같은 국제 스포츠 대회에서 성과로 입증되기도 했다. 2014년 미국 마라토너 멥 케플레지기가 스케쳐스 러닝화를 신고 대회에서 우승하면서 브랜드 인지도가 급상승하였고, 이후 나이키의 견제 대상이 되며 수차례 특허 침해 소송에 휘말리기도 했다. 나이키에 비해 낮은 가격대와 대체적 기능성을 갖춘 스케쳐스는 시장에서 이른바 '가성비' 전략으로 접근하고 있으며, 해리 케인과의 종신 계약 등을 통해 축구화 시장에도 진출하고 있다.
스케쳐스는 미중 무역 갈등의 여파로 중국 내 위구르 강제노동과 관련된 의혹에도 노출된 바 있으며, 미국 세관에 의해 제품이 일시 압류된 사례가 있다. 이에 대해 스케쳐스는 관련 혐의를 부인하였으나, 인권 단체의 비판이 제기된 바 있다.
브랜드명은 원래 '에너지가 넘치는 멋진 아이'를 의미하는 속어 'skecher'에서 유래했으나, 동시에 필로폰 복용 청소년을 지칭하는 속어로도 쓰여 일부 소비자 저항에 직면하기도 했다.
스케쳐스의 제품 전략은 기능성과 대중성에 기반하며, 특정 연령대나 성별을 넘는 폭넓은 수요를 겨냥하고 있다. 제품 디자인은 투박한 인상의 중성적 형태를 유지하면서도 기술적 요소를 강조하는 경향을 보이며, 브랜드는 장기간의 제품 착용 경험에서 비롯된 소비자 충성도를 기반으로 성장하고 있다.